# 南阿蘇鉄道MT-3000形気動車
南阿蘇鉄道MT-3000形気動車 （みなみあそてつどうMT-3000がたきどうしゃ）は、1993年（平成5年）と1998年（平成10年）に各1両が製造された南阿蘇鉄道の気動車である。
2両の車体形状や車内設備は大きく異なるが、走行装置は共通で同形式とされている。

## 概要
1986年（昭和61年）4月に日本国有鉄道（国鉄）の特定地方交通線であった高森線を第三セクターに転換して開業した南阿蘇鉄道が多客時の輸送力増強用に準備した新潟鐵工所製の気動車2両である。2両の走行装置は共通だが、車体形状が大きく異なる。MT-3001は秋田内陸縦貫鉄道AN-8900形、高千穂鉄道TR-300形によく似た非貫通型前面形状となったが、他社の例が片運転台、側面は固定窓であるのに対し、MT-3001は両運転台、開閉式窓となっている。 MT-3010は両運転台、正面貫通型で、レトロ調の外観となった。エンジンは、新潟鐵工所製DMF13HSディーゼルエンジンを184 kW（250 PS）に設定して採用した。2両ともトイレはない。MT-3001にはおおるりしじみ、MT-3010は日本宝くじ協会の助成を受けて製造されたため宝くじ号の愛称がつけられている。MT-3001は2002年(平成14年)、MT-3010は2013年（平成25年）度に車体塗装を変更している。
| 車号           | MT-3001           | MT-3010 |
| 座席           | セミクロス→ロング | クロス  |
| 定員（人）     | 99                | 105     |
| 座席定員（人） | 55                | 56      |
| 自重（t）      | 29.0              | 28.4    |
| 全高（mm）     | 3,845             | 3,980   |

## 車体
2両とも両運転台、MT-3001は前面非貫通式で、秋田内陸縦貫鉄道AN-8900形、高千穂鉄道TR-300形によく似た前面形状、MT-3010は両運転台、正面貫通型で、レトロ調の外観となった。乗務員室は左側で、乗務員用扉が設けられた。引き戸の客用扉が片側2か所、運転室がない側はMT-3001では車端に、MT-3010では小窓を挟んだ位置に、運転室がある側は2両とも乗務員用扉の直後に設けられた。客用扉の幅はMT-3001では850 mm、MT-3010では900 mmとなった。扉間には上段固定、下段上昇の幅1,200 mmの窓6組が設けられた。MT-3001では運転室がない側の客用扉の後ろに400 mm幅の固定窓があり、排気管のある位置の開閉窓の幅は800 mmとなっている。2両ともトイレの装備はない。MT-3001の外部塗装はシルバーをベースとし、グリーンとパープルの帯と阿蘇五岳が水に映るイメージが意匠化され、MT-3010はモスグリーンを基調に窓下にゴールドの枠、中央に阿蘇の野花のイラストが描かれた。屋根上にはダミーのモニタールーフが設けられた。
登場時のMT-3001の車内はセミクロスシートで、車体中央部に4人掛けボックスシートが通路の両側に4組ずつ配置されている。MT-2000形に対してシートピッチが拡大されている。2002年にロングシートに改造された。MT-3010は4人掛ボックスシートを基本とするが、車端の4個所は車端を向いた2人掛となっている。MT-3010の内装は木目調、天井に丸形灯具、窓側上部にすずらん灯を設けたレトロ調となっている。2両ともワンマン運転用の機器を備える。

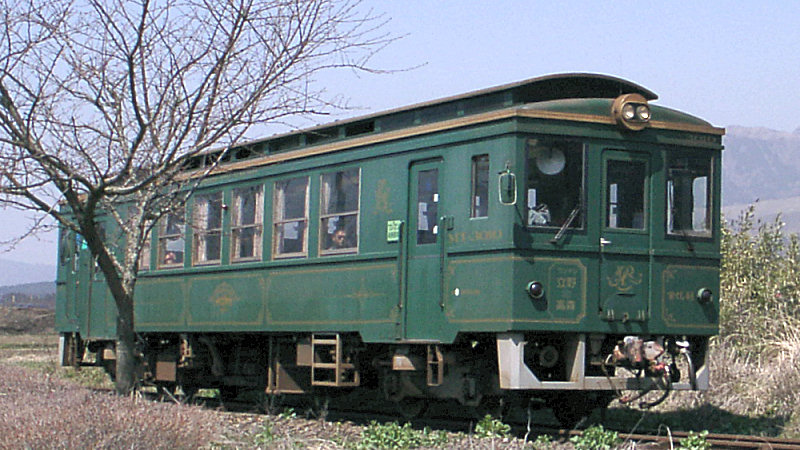
MT-3010（登場時）
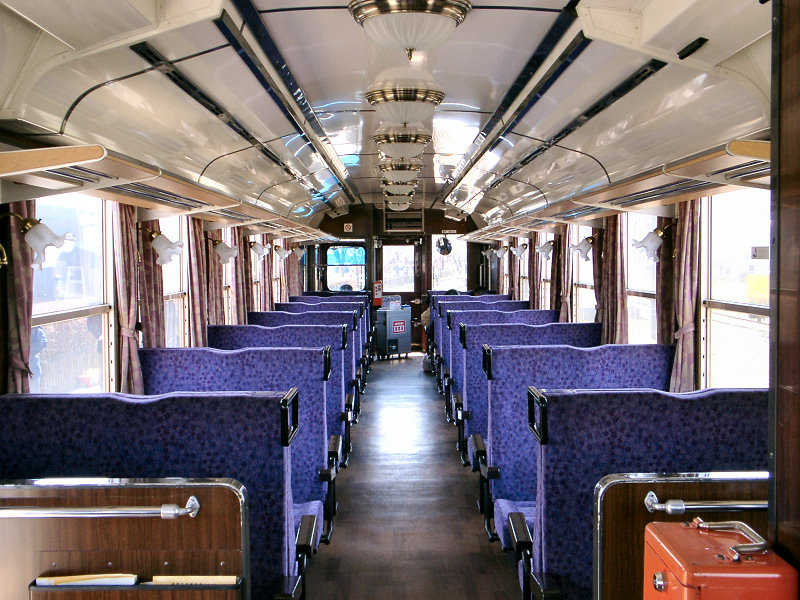
MT-3010の車内
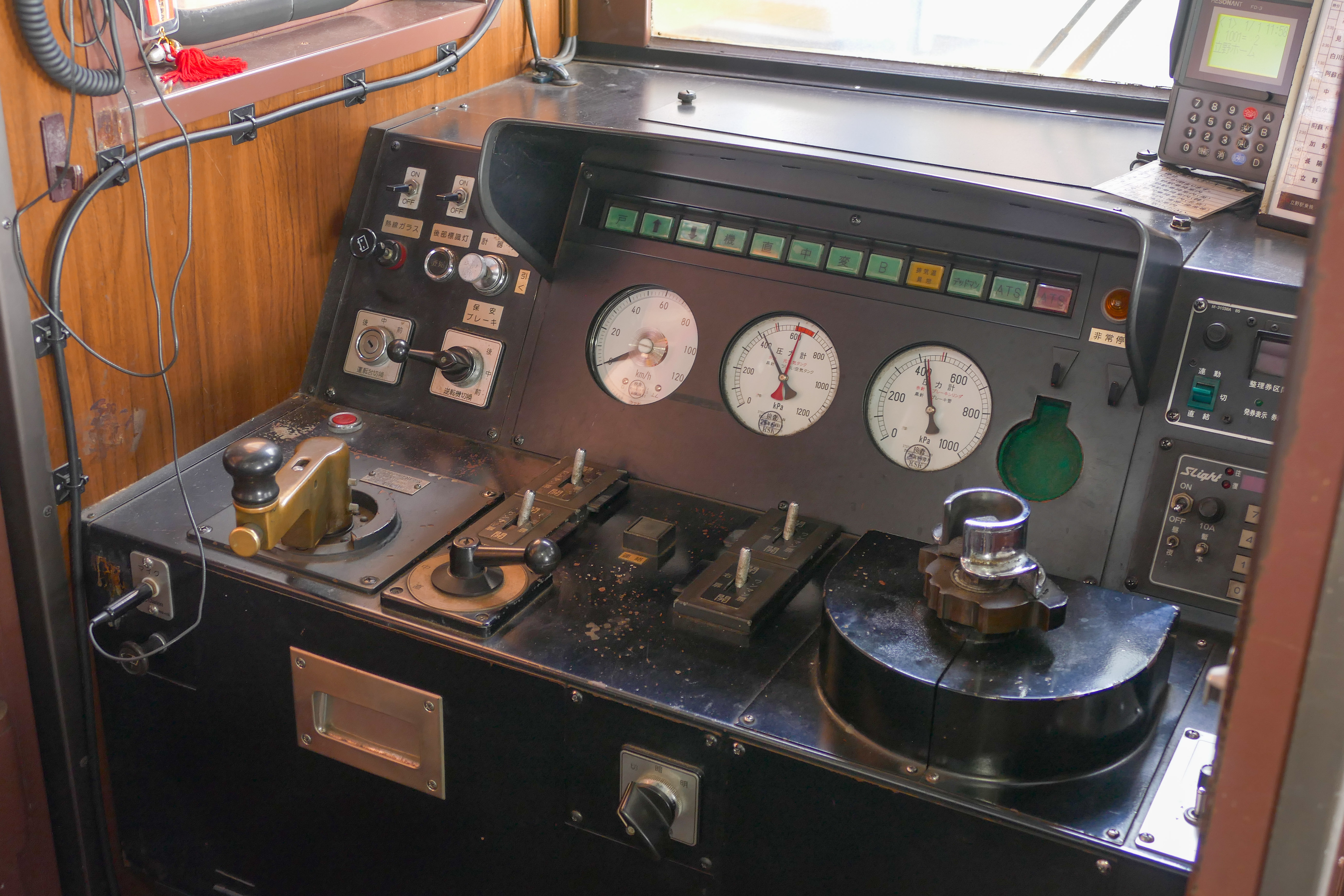
MT-3010の運転台

## 走行装置
2両の走行装置は共通で、エンジンは、新潟鐵工所製DMF13HSディーゼルエンジンを1基搭載、定格出力184 kW（250 PS） / 1,900 rpmに設定された。動力は新潟コンバーター製TACN-22-1105液体変速機（変速1段・直結2段）を介して2軸駆動の台車に伝達される。台車は上枕空気ばね、軸ばね式軸箱支持のNP125D/Tが採用された。制動装置は排気ブレーキ・機関ブレーキ併用DE1A自動空気ブレーキである。

## 空調装置
暖房装置はエンジン排熱を利用した温風式である。冷房装置は能力24.0 kW（20,600 kcal/h）のR134-Aが設置された。

## 車歴
| 形式    | 車両番号 | 愛称           | 製造       | 塗装変更 | 廃車 |
| ------- | -------- | -------------- | ---------- | -------- | ---- |
| MT-3000 | 3001     | おおるりしじみ | 1993年12月 | 2002年度 | -    |
| MT-3000 | 3010     | 宝くじ号       | 1998年3月  | 2013年度 | -    |

## 運用
南阿蘇鉄道は国鉄の特定地方交通線だった高森線を第三セクターに転換して1986年（昭和61年）4月に気動車3両で開業、翌1987年（昭和62年）に予備車確保のため国鉄キハ52形を購入してMT-2100形としたが、各部が老朽化してきたうえ、ワンマン運転に対応していないことから、合理化のため新製した車両と置き換えることになり、MT-3000形MT-3001が1993年（平成5年）12月に製造された。その後、くまもと未来国体が1999年（平成11年）に熊本県で開催されることが決まり、南阿蘇鉄道沿線でも各種競技が開催されることから輸送力を増加させる必要が発生、1998年（平成10年）3月に日本宝くじ協会の助成を受けてMT-3010が製造された。くまもと未来国体終了までは第2、第4土曜のみの運転とされ、国体終了後に通常の運用に投入された。
2002年（平成14年）度にMT-3001の外部塗装が上半分シルバーグレー、下半分イエローに変更され、室内もロングシートに改造された。2013年（平成25年）度には、MT-3010の外部塗装がダークピンクに変更されている。
2023年（令和5年）7月22日から約1年間は、南阿蘇鉄道の全線運転再開を記念してMT-3010の内外装を漫画『ONE PIECE』に登場する「麦わらの一味」の海賊船「サウザンドサニー号」をモチーフに装飾した「サニー号トレイン」として運行している。
運行当初は木曜日から日曜日までと祝日に立野～高森間を1日3往復運行だったが、2024年改正により金曜日から日曜日までと祝日に単行で立野～高森間を1日1往復(全席自由席・予約不要)、土曜日・日曜日と祝日にトロッコ列車と併結して立野～高森間を1日1往復(全席指定席・要予約)運行している。。
2024年、MT-4000形の追加増備に伴い、MT-3001が同年2月11・12日にかけて行われるラストランツアーを最後に、2003Aとともにを運用離脱した。

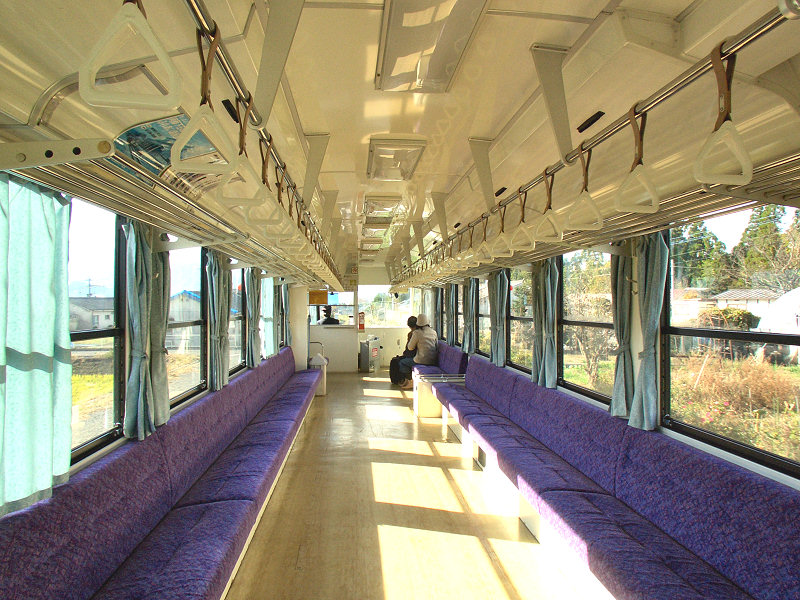
ロングシート化後の MT-3001の車内
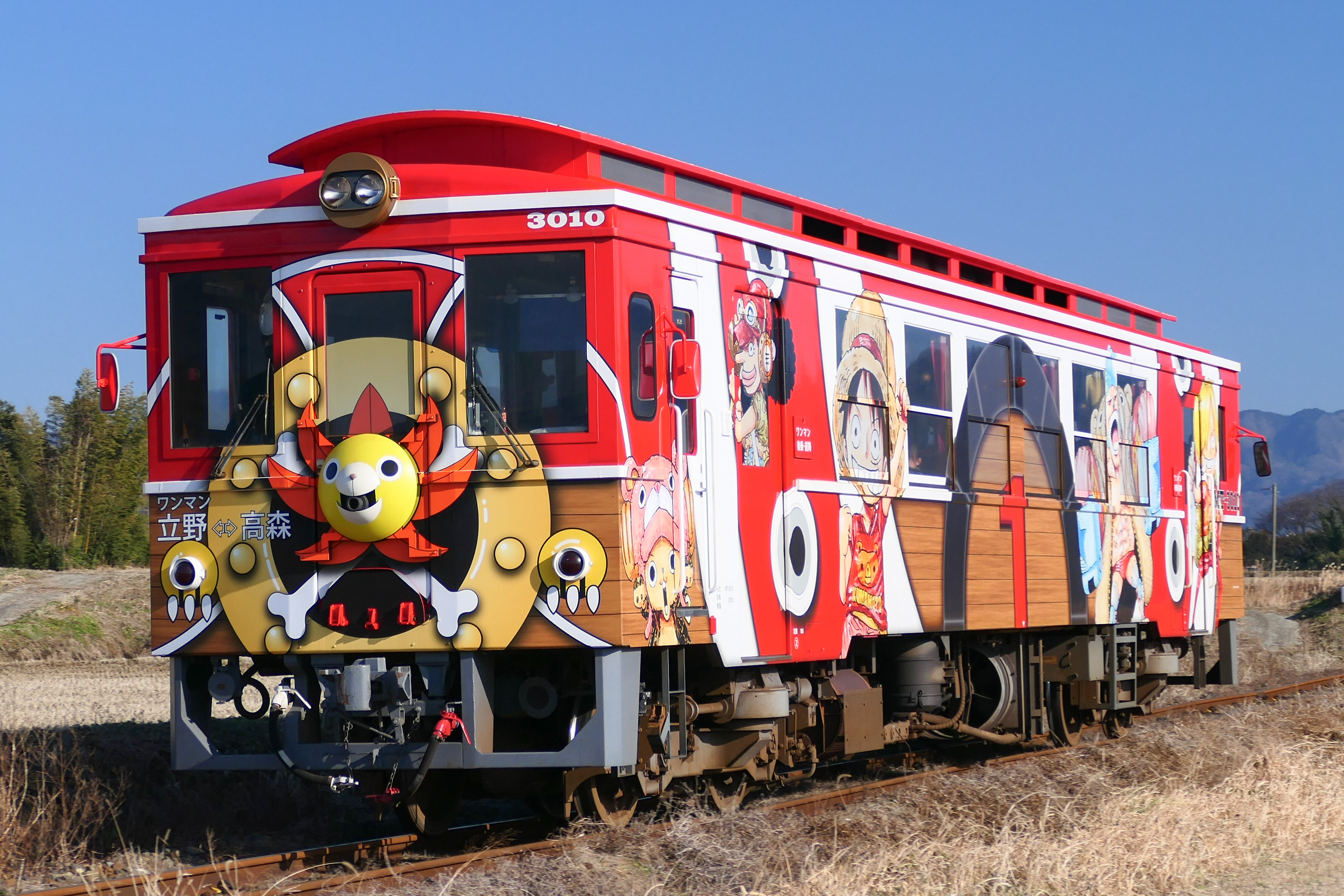
MT-3010 「サニー号トレイン」
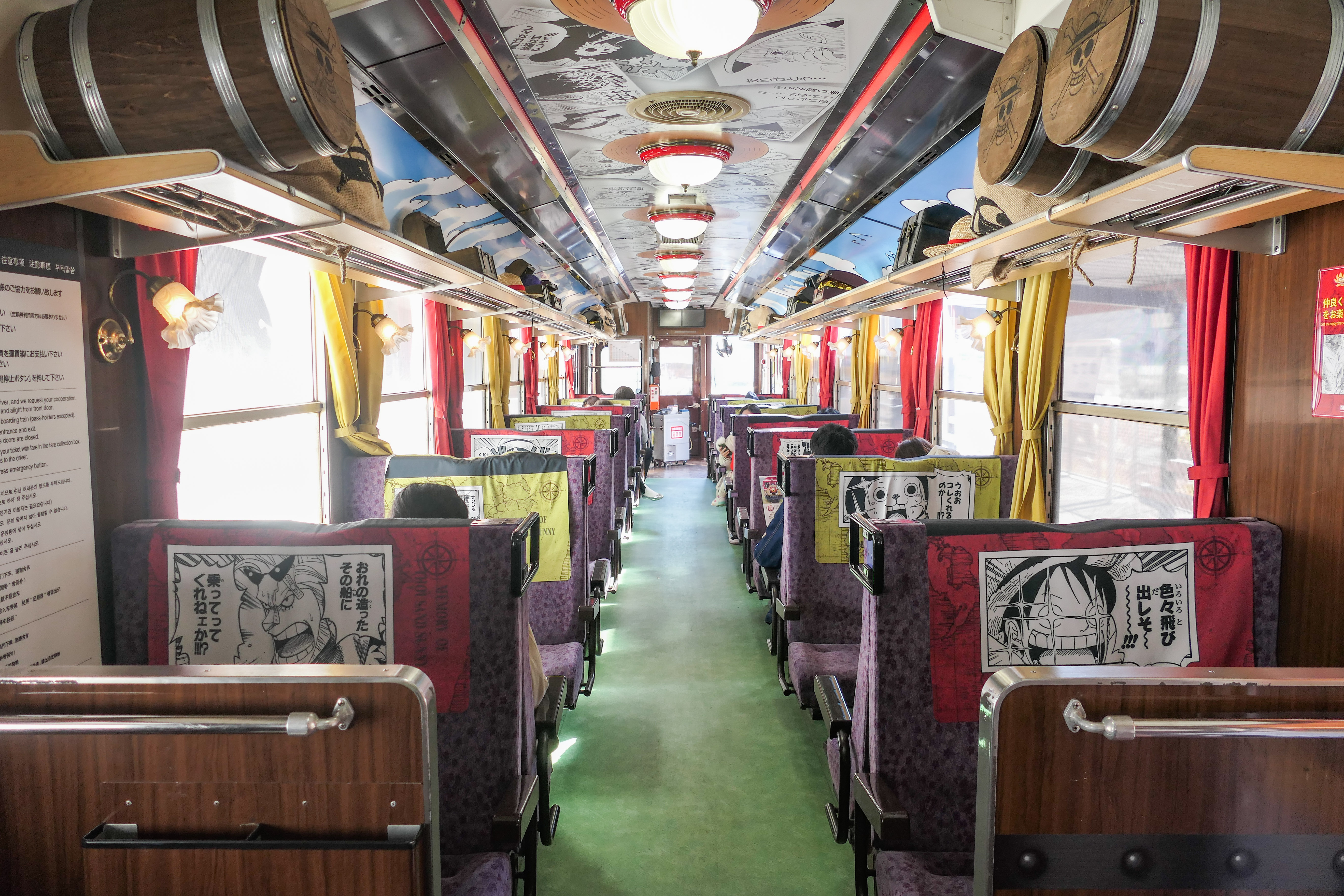
「サニー号トレイン」車内

### 書籍
- 寺田 祐一『私鉄気動車30年』JTBパブリッシング、2006年。ISBN 4-533-06532-5。

### 雑誌記事
- 『鉄道ピクトリアル』通巻496号「新車年鑑1988年版」（1988年5月・電気車研究会）
  - 藤井信夫、大幡哲海、岸上明彦「各社別車両情勢」 pp. 118-133

- 『鉄道ピクトリアル』通巻534号「新車年鑑1990年版」（1990年10月・電気車研究会）
  - 鹿島鉄道（株）鉄道課 新井 一男「鹿島鉄道KR-500形」 pp. 200

- 『鉄道ピクトリアル』通巻597号「新車年鑑1994年版」（1994年10月・電気車研究会）
  - 藤井信夫、大幡哲海、岸上明彦「各社別車両情勢」 pp. 80-95
  - 南阿蘇鉄道（株）車務課長 瀬田 博「南阿蘇鉄道MT3000形」 pp. 136
  - 「民鉄車両諸元表」 pp. 165-167
  - 「1993年度車両動向」 pp. 167-189

- 『鉄道ピクトリアル』通巻658号「<特集> レールバス」（1998年9月・電気車研究会）
  - 「第三セクター・私鉄向け 軽快気動車の発達 新潟鉄工所 NDC」 pp. 32-35
  - 高嶋修一「第三セクター・私鉄向け軽快気動車の系譜」 pp. 42-55

- 『鉄道ピクトリアル』通巻660号「新車年鑑1998年版」（1998年10月・電気車研究会）
  - 藤井信夫、大幡哲海、岸上明彦「各社別車両情勢」 pp. 83-100
  - 南阿蘇鉄道（株）車務課 津留 恒誉「南阿蘇鉄道MT-3100形」 pp. 161
  - 「車両諸元表」 pp. 194-197
  - 「竣工月日表」 pp. 198-210

- 『レイルマガジン』通巻230号付録（2002年11月・ネコ・パブリッシング）
  - 岡田誠一「民鉄・第三セクター鉄道 現有気動車ガイドブック2002」 pp. 1-32

- 『鉄道ピクトリアル』通巻738号「鉄道車両年鑑2003年版」（2003年10月・電気車研究会）
  - 岸上 明彦「2002年度民鉄車両動向」 pp. 109-130

- 『レイルマガジン』通巻250号（2004年7月・ネコ・パブリッシング）
  - 寺田 祐一「私鉄・三セク気動車 141形式・585輌の今!」 pp. 4-50

- 『鉄道ピクトリアル』通巻896号「鉄道車両年鑑2014年版」（2014年10月・電気車研究会）
  - 岸上 明彦「2013年度民鉄車両動向」 pp. 114-145

- 『私鉄車両編成表 2017』（2017年7月・交通新聞社）
  - 「南阿蘇鉄道」 pp. 191

### Web資料
- “熊本復興プロジェクト ONE PIECE × 南阿蘇鉄道 サニー号トレイン”.   ONE PIECE 熊本復興プロジェクト. 2024年1月31日閲覧。
- 木下健児 (2024年1月29日). “南阿蘇鉄道、新車導入で「MT-2003A」「MT-3001」引退 - ツアー開催”.   マイナビニュース. 2024年1月31日閲覧。